# Emil Vind
Emil Vind (* 15. August 1987 in Dänemark) ist ein dänischer Badmintonspieler. 

## Karriere
Emil Vind wurde 2004 nationaler Juniorenmeister der Altersklasse U17 in Dänemark. Bei den Cyprus International 2008 belegte er Rang zwei im Herreneinzel, bei den Greece International 2008 Rang drei. Zwei Jahre später stand er im Hauptfeld der Denmark Super Series 2010.